# 1941

## Події
- січень — в СРСР опубліковане повідомлення про укладення нової радянсько-німецької торговельної угоди «на період від 11 лютого 1941 року до 1 серпня 1942 року».
- січень — в СРСР опубліковані перші повідомлення про початок введення військ Німеччини до Болгарії; ТАРС стверджувало, що це діється «без відома та згоди СРСР».
- 30 січня — Англійська 8-ма Армія перемагає сили Італії та займає місто Дерна в Лівії.
- 1 лютого — всі центральні газети СРСР опублікували детальний виклад виступу А. Гітлера 30 січня.
- 2 березня — відбувся марш німецьких військ до Болгарії.
- 11 березня — США почали надавати допомогу воєнними матеріалами союзникам антигітлерівської коаліції.
- 6 квітня — Німецько-італійські війська напали на Югославію.
- 16 квітня — проголошено незалежність Хорватії.
- 17 квітня — Югославія скапітулювала у Другій світовій війні.
- 27 квітня — німецькі війська зайняли Афіни.
- 13 червня — у Молдавській РСР почалися масові депортації; за офіційними даними, в ході декількох хвиль депортації з Молдови було депортовано і репресовано близько 200 тисяч осіб
- 14 червня — з території Латвії до Сибіру було вислано близько 15 000 осіб, які представляли головним чином політичну і господарську еліту країни.
- 22 червня — німецькі війська почали перехід меж СРСР. Почалася війна Німеччини проти СРСР. Німеччина і Італія оголосили війну СРСР.
- 24 червня — у трьох тюрмах Львова працівники НКВС розстріляли 2072 особи.
- 30 червня — частини 17-ї армії вермахту зайняли місто Львів
- 30 червня — у Львові проголошено Акт відновлення Української Держави й створення Українського Державного Правління.
- 7 липня — масове вбивство польських учених і викладачів у Львові (див. Убивство львівських професорів)
- 14 липня — підписано британсько-радянський договір проти нацистської Німеччини.
- 17 липня — Наказом Гітлера Галичина перейшла в підпорядкування до Генерального Губернаторства як окремий дистрикт «Галичина».
- 31 липня — створено державний комісаріат «Остланд» з державним комісаром Генрі Шоне
- 18 серпня — працівники НКВД підірвали Дніпровську ГЕС, що спричинило смерть тисяч мешканців берегової зони та червоноармійців
- 1 вересня — набрав чинності наказ про видачу бійцям Червоної армії на передовій «наркомівських ста грам» горілки
- 15 вересня — Розпочались масові арешти гітлерівцями членів ОУН-Бандери на всій території України та в еміграції.
- 24 вересня — енкаведисти підірвали перший хмарочос України — Хмарочос Гінзбурга.
- 18 листопада — Створено комісаріат України

## Вигадані події
- У 1941 році відбуваються події фільму «Перший месник».

## Політика
- 22 червня — план «Барбаросса», напад Німеччини на СРСР, початок Німецько-радянської війни
- 7 грудня — Напад Японії на Перл-Гарбор, США вступає в Другу світову війну
- 19 вересня — німецькі війська увійшли до Києва, залишений радянськими військами. У німецький полон у цій операції потрапили 665 тис. осіб (дані Курта фон Тіппельскірка).

## Народились
Дивись також Категорія:Народились 1941
- 1 січня — Сергій Шакуров, російський кіноактор.
- 14 січня — Фей Данауей, американська акторка.
- 21 січня — Пласідо Домінго, іспанський оперний співак.
- 28 січня — Євген Марчук, український державний діяч, 4-й Прем'єр-міністр України (пом. в 2021).
- 29 січня — Івченко Борис Вікторович, український актор і режисер.
- 1 лютого — Анатолій Фірсов, видатний радянський хокеїст.
- 8 березня — Миронов Андрій Олександрович, російський актор.
- 15 березня — Майк Лав, американський рок-співак, соліст групи The Beach Boys.
- 19 березня — Оле Нідал, вчитель буддизму Діамантового Шляху.
- 10 квітня — Железняк Яків Ілліч, український спортсмен (стрільба).
- 12 квітня — Боббі Мур, англійський футболіст.
- 14 квітня — Пола Ракса, польська кіноакторка.
- 15 квітня — Балаян Роман Гургенович, український кінорежисер.
- 16 квітня — Никоненко Сергій Петрович, російський кіноактор, режисер.
- 18 квітня — Майк Вікерс, англійський рок-гітарист (Manfred Mann).
- 8 травня — Джеймс Мічам, актор.
- 11 травня — Ерік Бердон, рок-співак (The Animals).
- 17 травня — Субтельний Орест, український історик.
- 19 травня — Приходнюк Олег Михайлович, український археолог, доктор історичних наук, Лауреат Державної премії України в галузі науки і техніки.
- 21 травня — Левченко Анатолій Семенович, 64-й космонавт СРСР і 207-й космонавт світу, Герой Радянського Союзу (1987), льотчик-космонавт СРСР № 63.
- 22 травня — Олялін Микола Володимирович, український кіноактор.
- 24 травня — Боб Ділан, американський співак, поет, композитор.
- 25 травня — Даль Олег Іванович, російський кіноактор.
- 1 червня — Редчук Галина Василівна, Заслужений вчитель України.
- 2 червня — Вільям Гест, співак.
- 2 червня — Стейсі Кіч, актор.
- 2 червня — Чарлі Воттс, англійський рок-музикант, ударник (The Rolling Stones).
- 4 червня — Клаус Міхаель Грюбер, німецький оперний режисер і актор.
- 5 червня — Флойд Батлер, співак.
- 5 червня — Барбара Брильська, польська акторка.
- 9 червня — Джон Лорд, рок-музикант.
- 10 червня — Юрген Прохнов, німецький актор.
- 10 червня — Ширлі Оуенс Елстон, співачка (The Shirelles).
- 12 червня — Чик Коріа, американський джазовий музикант, композитор.
- 15 червня — Миколайчук Іван Васильович, український кіноактор, кінорежисер, сценарист, письменник.
- 15 червня — Гаррі Нілссон, співак, композитор.
- 18 червня — Роже Лемер, тренер збірної Франції з футболу.
- 19 червня — Вацлав Клаус, чеський політик: міністр, прем'єр, спікер, президент.
- 22 червня — Золотухін Валерій Сергійович, російський актор театру і кіно.
- 26 червня — Олдріч Еймс, офіцер ЦРУ, завербований КДБ СРСР.
- 27 червня — Кшиштоф Кесльовський, польський кінорежисер.
- 29 червня — Кваме Туре, американський борець за громадянські права.
- 30 червня — Пол Анка, канадський співак.
- 3 липня — Богодар Которович, скрипаль і диригент, народний артист України, фундатор і беззмінний керівник Державного камерного ансамблю «Київські солісти».
- 3 липня — Геннадій Корольков, російський актор.
- 12 липня — Ярослав Кендзьор, український політик, депутат Верховної Ради.
- 13 липня — Роберт Фостер, американський актор
- 18 липня — Френк Фаріан, німецький співак, композитор, продюсер (Boney M).
- 19 липня — Наталія Безсмертнова, російська балерина.
- 20 липня — Людмила Олексіївна Чурсіна, російська акторка.
- 25 липня — Менні Чарлтон, гітарист рок-гурту Nazareth.
- 29 липня — Девід Ворнер, американський актор.
- 30 липня — Пол Анка, канадський співак, композитор.
- 6 серпня — Кучеревський Євген Мефодійович, український футбольний тренер.
- 23 серпня — Ед Робертс, американський інженер і підприємець, який розробив перший комерційно успішний персональний комп'ютер Altair 8800 в 1975.
- 17 серпня — Губенко Микола Миколайович, російський актор.
- 27 серпня — Ступка Богдан Сильвестрович, український актор.
- 27 серпня — Сезарія Евора, кабовердійська співачка.
- 29 серпня — Слободан Милошевич, президент Югославії (1997—2000 рр.), Сербії (1986—2000 рр.).
- 3 вересня — Довлатов Сергій Донатович, російський письменник.
- 9 вересня — Отіс Реддінг, американський співак.
- 9 вересня — Денніс Рітчі, американський вчений-інформатик, автор мови програмування C, розробник операційної системи Unix.
- 11 вересня — Плющ Іван Степанович, український політик.
- 13 вересня — Дейвід Клейтон-Томас, американський співак (Blood, Sweat and Tears).
- 15 вересня — Мирослав Гермашевський, перший польський космонавт.
- 15 вересня — Флоріан Альберт, угорський футболіст, нападник, найкращий гравець Європи 1967 року
- 19 вересня — Кесс Елліотт, американська співачка (The Mamas & the Papas).
- 24 вересня — Лінда Маккартні (Істмен), фотограф, співачка (Wings).
- 24 вересня — Ігор Ясулович, російський кіноактор.
- 3 жовтня — Чаббі Чекер, американський музикант, один з піонерів рок-н-ролу.
- 5 жовтня — Скуратівський Вадим Леонтійович, український мистецтвознавець, публіцист, письменник
- 5 жовтня — Нестор Кіршнер, президент Аргентини у 2003—2007 роках.
- 8 жовтня — Джессі Джексон, американський бабтистський священик, борець за громадянські права чорношкірих.
- 13 жовтня — Пол Саймон, американський композитор, співак, музикант.
- 19 жовтня — Болотова Жанна Андріївна, російська акторка.
- 21 жовтня — Любов Поліщук, російська акторка.
- 5 листопада — Арт Гарфанкел, американський співак.
- 5 листопада — Дроботюк Борис, заслужений художник України, графік і живописець.
- 9 листопада — Том Фогерті, американський рок-музикант, гітарист, співак, композитор (Creedence Clearwater Revival).
- 12 листопада — Юрій Семенович Некрасов, український кінорежисер (пом. 2001).
- 24 листопада — Масляков Олександр Васильович, російський шоумен, ведучий телевізійного Клубу веселих та кмітливих (КВН).
- 12 грудня — Віталій Соломін, російський актор.
- 19 грудня — Моріс Вайт, американський співак, композитор, музикант.

## Померли
Див. також Категорія:Померли 1941
- Гео Коляда (1904—1941) (справжнє ім'я Григорій Опанасович), поет
- 19 лютого — Кюрі Поль Жак, французький фізик (нар. 1855).
- 26 липня — Анрі Леон Лебег, французький математик
- 21 липня — (1872—1941), Богдан Лепкий Поет.
- 30 серпня — загинули Микола Сціборський та Омелян Сеник.
- листопад — в Житомирі розстріляний Василь Хома.
- 18 грудня — розстріляна Бадаєва Марія Василівна, радянська підпільниця.

## Нобелівська премія
Премію не присуджували